# Primera División 1908 (Uruguay)
Het seizoen 1908 van de Primera División was het achtste seizoen van de hoogste Uruguayaanse voetbalcompetitie, georganiseerd door de Liga Uruguaya de Football. De Primera División was een amateurcompetitie, pas vanaf 1932 werd het een professionele competitie.

## Teams
Er namen tien ploegen deel aan de Primera División tijdens het seizoen 1907. De zes ploegen die vorig seizoen de competitie afmaakten namen dit seizoen ook deel. Uit de Segunda División promoveerden vier clubs naar het hoogste niveau: Albion FC, Bristol FC, Dublin FC en French FC. De laatste drie ploegen debuteerden in de Primera División; Albion keerde voor het eerst sinds 1905 terug op dit niveau.
| Club                                 | Stad       | Stadion                | Vorig seizoen     |
| ------------------------------------ | ---------- | ---------------------- | ----------------- |
| Albion FC                            | Montevideo | Paso Molino            | Gepromoveerd (2ª) |
| Bristol FC                           | Montevideo | Onbekend               | 1e (2ª)           |
| Central Uruguay Railway Cricket Club | Montevideo | Field de Villa Peñarol | 1e                |
| Dublin FC                            | Montevideo | Onbekend               | 2e (2ª)           |
| French FC                            | Montevideo | Onbekend               | Gepromoveerd (2ª) |
| Intrépido FC                         | Montevideo | Onbekend               | 6e                |
| CA Montevideo                        | Montevideo | Gran Parque Central    | 5e                |
| Montevideo Wanderers FC              | Montevideo | Camino Millán          | 2e                |
| Club Nacional de Football            | Montevideo | Gran Parque Central    | 4e                |
| River Plate FC                       | Montevideo | Parque Lugano          | 3e                |

## Competitie-opzet
Alle deelnemende clubs speelden tweemaal tegen elkaar (thuis en uit). De ploeg met de meeste punten werd kampioen.
De strijd om de Uruguayaanse titel werd in 1908 gekenmerkt door terugtrekkingen en diskwalificaties. Titelverdediger C.U.R.C.C. trok zich halverwege de competitie terug; in de wedstrijd tegen Dublin FC zou de arbitrage onder druk van het publiek beslissingen in het voordeel van Dublin hebben genomen. C.U.R.C.C. wilde dat de wedstrijd zou worden overgespeeld, maar de Uruguayaanse voetbalbond LUF reageerde hier niet op, waarna C.U.R.C.C. niet meer meedeed aan de competitie. In de wedstrijden die nog gespeeld moesten worden kreeg de tegenstander automatisch de punten voor een overwinning.
Intrépido FC werd na dertien duels uit de competitie gezet, omdat ze viermaal forfait hadden gegeven (de wel gespeelde duels hadden ze ook allemaal verloren). Net als bij C.U.R.C.C. werd voor hun resterende duels de zege aan de tegenstander toegekend. Een speelronde later trok Club Nacional de Football - de rivaal van C.U.R.C.C. - zich eveneens terug uit de competitie. Nacional was op dat moment volop in de strijd om de titel, maar hun terugtrekking gaf River Plate FC vrij baan om hun eerste landskampioenschap te behalen. De Darseneros eindigden uiteindelijk met zeven punten voorsprong op Montevideo Wanderers FC. Nacional eindigde nog als derde en Dublin FC was de beste promovendus op de vierde plaats.

### Kwalificatie voor internationale toernooien
Sinds 1900 werd de Copa de Competencia Chevallier Boutell (ook wel bekend als de Tie Cup) gespeeld tussen Uruguayaanse en Argentijnse clubs. De winnaar van de Copa Competencia kwalificeerde zich als Uruguayaanse deelnemer voor dit toernooi. Sinds 1905 werd om een tweede Rioplatensische beker gespeeld, de Copa de Honor Cousenier. De winnaar van de Copa de Honor plaatste zich namens Uruguay voor dit toernooi. De Copa Competencia en Copa de Honor waren allebei een officiële Copa de la Liga, maar maakten geen deel uit van de Primera División.

### Eindstand
|     | Club                      | Sp. | W  | G | V  | Pnt. | DV | DT | DS  |
| --- | ------------------------- | --- | -- | - | -- | ---- | -- | -- | --- |
| 01. | River Plate FC            | 18  | 15 | 1 | 2  | 31   | 42 | 13 | +29 |
| 2.  | Montevideo Wanderers FC   | 18  | 12 | 0 | 6  | 24   | 38 | 12 | +26 |
| 3.  | Club Nacional de Football | 17  | 11 | 2 | 4  | 24   | 34 | 16 | +18 |
| 4.  | Dublin FC                 | 18  | 11 | 2 | 5  | 24   | 32 | 13 | +19 |
| 5.  | Bristol FC                | 18  | 8  | 1 | 9  | 17   | 33 | 25 | +8  |
| 6.  | Albion FC                 | 18  | 7  | 3 | 8  | 17   | 18 | 26 | –18 |
| 7.  | C.U.R.C.C.                | 17  | 7  | 2 | 8  | 16   | 20 | 6  | +14 |
| 8.  | CA Montevideo             | 18  | 8  | 0 | 10 | 16   | 17 | 37 | –20 |
| 9.  | French FC                 | 18  | 4  | 1 | 13 | 9    | 20 | 59 | –39 |
| 10. | Intrépido FC              | 18  | 0  | 0 | 18 | 0    | 5  | 42 | –37 |

### Legenda
| Kleur                                                | Kwalificatie voor                       |
| ---------------------------------------------------- | --------------------------------------- |
|                                                      | Tie Cup 1908 (winnaar Copa Competencia) |
| Copa de Honor Cousenier 1908 (winnaar Copa de Honor) |                                         |
|                                                      | Segunda División 1909                   |

| Winnaar Primera División 1908 |
| ----------------------------- |
| River Plate FC 1e titel       |

#### Topscorer
Alberto Cantury van Nacional werd topscorer met elf doelpunten.
| №  | Speler          | Club(s)                   | Goals |
| -- | --------------- | ------------------------- | ----- |
| 1. | Alberto Cantury | Club Nacional de Football | 11    |

1900 · 1901 · 1902 · 1903 · 1904 · 1905 · 1906 · 1907 · 1908 · 1909 · 1910 · 1911 · 1912 · 1913 · 1914 · 1915 · 1916 · 1917 · 1918 · 1919 · 1920 · 1921 · 1922 · 1923 · 1924 · 1925 · 1926 · 1927 · 1928 · 1929 · 1930 · 1931 · 1932 · 1933 · 1934 · 1935 · 1936 · 1937 · 1938 · 1939 · 1940 · 1941 · 1942 · 1943 · 1944 · 1945 · 1946 · 1947 · 1948 · 1949 · 1950 · 1951 · 1952 · 1953 · 1954 · 1955 · 1956 · 1957 · 1958 · 1959 · 1960 · 1961 · 1962 · 1963 · 1964 · 1965 · 1966 · 1967 · 1968 · 1969 · 1970 · 1971 · 1972 · 1973 · 1974 · 1975 · 1976 · 1977 · 1978 · 1979 · 1980 · 1981 · 1982 · 1983 · 1984 · 1985 · 1986 · 1987 · 1988 · 1989 · 1990 · 1991 · 1992 · 1993 · 1994 · 1995 · 1996 · 1997 · 1998 · 1999 · 2000 · 2001 · 2002 · 2003 ·  2004 · 2005 · 2005/06 · 2006/07 · 2007/08 · 2008/09 · 2009/10 · 2010/11 ·  2011/12 · 2012/13 · 2013/14 · 2014/15 · 2015/16 · 2016 · 2017 · 2018 · 2019 · 2020 · 2021 · 2022 · 2023